# Daniel Xavier
Daniel Rezende Xavier (Belo Horizonte, 31 augustus 1982) is een Braziliaans boogschutter.

## Carrière
Xavier nam in 2012 deel aan de Olympische Spelen waar hij in de eerste ronde verloor van Rafał Dobrowolski. In 2016 nam hij opnieuw deel en verloor nu in de eerste ronde van Lee Seung-yun. Op de Pan-American Games in 2015 won hij brons in de teamcompetitie.

## Erelijst

### Olympische Spelen
Individueel
- 2012: 1e ronde (verloren van Rafał Dobrowolski met 3-7)
- 2016: 1e ronde (verloren van Lee Seung-yun met 2-6)

### Wereldkampioenschap
Individueel
- 2003: 1e ronde (verloren van Bair Badjonov)
- 2005: 1e ronde (verloren van Marco Galiazzo)
- 2010: 1e ronde (verloren van Xing Yu met 105-113)
- 2011: 2e ronde (verloren van Viktor Roeban met 4-6)
- 2013: 1e ronde (verloren van Chang Wei-hsiang met 2-6)
- 2015: 1e ronde (verloren van Mangal Singh Champia met 3-7)

### Pan-Amerikaanse Spelen
Individueel
- 2011: kwartfinale (verloren van Juan René Serrano)
- 2015: 2e ronde (verloren van Marcus D'Almeida met 5-6)

Team
- 2015:  Toronto

### Pan-Amerikaans kampioenschap
Individueel
- 2006: 2e ronde (verloren van Cristóbal Antonio Merlos met 100-106)
- 2008: kwartfinale (verloren van David Marin met 100-102)
- 2010: 2e ronde (verloren van Hugh McDonald)
- 2014: ?
- 2024: 1e ronde (verloren van Ricardo Soto met 0-6)